# Miocryptorhopalum kirkbyae
Miocryptorhopalum kirkbyae là một loài bọ cánh cứng trong họ Dermestidae. Loài này được Pierce miêu tả khoa học năm 1960.